# Calligrapha amator
Calligrapha amator es una especie de escarabajo del género Calligrapha, familia Chrysomelidae. Fue descrita científicamente por Brown en 1945.
Esta especie se encuentra en América del Norte. La larva se alimenta de Tilia.